# Латышские имена
Латышские имена — имена, распространённые среди латышей и на территории Латвии. Как и имена представителей большинства современных европейских народов, состоят из двух основных элементов: личного имени и фамилии. Обычно имя пишут перед фамилией; обратный порядок используется почти исключительно в упорядоченных по алфавиту списках и указателях (в том числе в заголовках статей классических энциклопедий). Помимо этих двух компонентов употребляется одно или, редко, несколько «средних имён». Отчество в Латвии не используется и не указывается в паспорте и других документах.
Латышские имена претерпели существенные изменения на разных исторических этапах развития латышского народа.

## Языческие и христианские имена
Подразделяются на собственно латышские и заимствованные из других языков имена: немецкие, шведские, польские имена.
Латышские по происхождению имена призваны характеризовать достоинства его носителей: Мирдза (латыш. mirdzēt — сверкать), Дзинтарс (латыш. Dzintars — янтарь), Дзидра (латыш. dzidrs — ясный, прозрачный, чистый), Илга (латыш. ilgas — мечты), Лига (латыш. liegs — нежный, лёгкий). Относительно поздняя христианизация латышей позволила сохраниться ряду имён, связанных с латышской мифологией — Лайма (латыш. Laima) — имя богини счастья.
Большую роль в выборе имён играли религиозные традиции латышей, принявших в основном лютеранство и, в меньшей степени, католицизм. Вместе с распространением христианства (начиная с XIII века) в Латвию и в латышский язык попало много европейских (в основном) христианских имён. На латышской почве они приобрели оригинальное звучание — Екаб (Яков), Кристап (Христофор), Кришьянис (Христиан), Язеп (Иосиф), Даце (Доротея), Илзе (Елизавета).

## Именины
В Латвии принято отмечать день имени, или именины. Каждому имени, которое имеет в Латвии более двух носителей, устанавливается определённый день имени. Существует два календаря именин. Один из них краткий — традиционно латышских имён, который принято использовать в календарях, ежедневниках, напоминаниях в разных интерактивных источниках. Другой — полный, куда входят практически все имена, встречающиеся в Латвии, даже такие редкие, как Схоластика, Ихтиандрс, Рюрикс, Идея, Телесфорс, Потенция.

## Мужские и женские формы имён и фамилий
Как и русский, латышский язык сохраняет хорошо развитую категорию рода, что находит отражение как в именах, так и в фамилиях. Типичная особенность латышских мужских имён — окончание именительного падежа -с (-s) (Айварс), -ис (Илгонис) или -ус (Эджус; имена с этим окончанием довольно редки); окончания присутствуют также и у заимствованных из других языков имён — Андрейс, Якобс. Латышские фамилии, как и русские, имеют две формы согласно полу (Озолс — Озола по аналогии с Иванов — Иванова).
Часть фамилий не изменяется по родам. При этом женские фамилии, являющиеся существительными мужского рода, не склоняются, а мужские фамилии, являющиеся существительными женского рода, склоняются по образцу женского рода, за исключением формы дательного падежа — например, Roberts Egle → дат. Robertam Eglem, но Inta Egle → дат. Intai Eglei.

## Тенденции последних лет
Начиная с 1920-х годов в Латвию пришла мода на создание большого количества искусственных имён на основе различных образных или звуковых ассоциаций и/или вариаций уже имеющихся западноевропейских имён (Мелита, Анита и др.), которые формально считаются отдельными именами. В последние годы в Латвии популярность исконно латышских имен уменьшается; предположительная причина этой тенденции в том, что женщины склонны следовать моде. Кроме того, в советские времена латышские имена были формой протеста против интернационализма социалистической системы; сейчас такая мотивация утрачена. По данным Латвийского управления по делам гражданства и миграции, такие имена, как Лиега, Метра, Ликсма, Велдзе, Тейка, Мирта, Индрикис, Друвис и Дзинтарс под угрозой исчезновения. Например, в 2010 году в Латвии только четыре человека носили имя Аусмис.

### Самые популярные имена в Латвии в 2019 году
| №  | Мужские имена | кол-во | Женские имена | кол-во |
| -- | ------------- | ------ | ------------- | ------ |
| 1  | Робертс       | 208    | София         | 251    |
| 2  | Оливерс       | 200    | Алисе         | 248    |
| 3  | Маркс         | 181    | Эмилия        | 225    |
| 4  | Эмилс         | 168    | Марта         | 196    |
| 5  | Александрс    | 160    | Амелия        | 190    |
| 6  | Карлис        | 160    | Анна          | 153    |
| 7  | Маркусс       | 153    | Паула         | 127    |
| 8  | Адрианс       | 148    | Эстере        | 124    |
| 9  | Густавс       | 148    | Дарта         | 122    |
| 10 | Екабс         | 143    | Виктория      | 111    |